# Pavel Petric
Pavel Petric (în rusă Павел Петрик; n. 23 iulie 1925, Meleșeni, România – d. 21 iulie 2014, Moscova, Rusia) a fost un om de stat și diplomat sovietic. Ambasador extraordinar și plenipotențiar în statul Madagascar.

## Biografie
S-a născut în satul Meleșeni din județul Orhei, România interbelică (actualmente în raionul Călărași, R. Moldova). A devenit membru al PCUS în 1948. În 1956 a absolvit al Institutul Pedagogic de Stat din Chișinău, ulterior, Școala de Corespondență din cadrul Comitetului Central al PCUS (1959) și Institutul Politehnic din Chișinău (1967).
În anii 1964-1972 a fost primul secretar al Comitetului orașului Tiraspol al Partidului Comunist din RSS Moldovenească (RSSM). În 1972-1980 a fost președinte al Consiliului Republican al Sindicatelor din RSSM. În 1980-1986 a deținut postura de Secretar al Comitetului Central al Partidului Comunist din RSSM. În perioada 20 octombrie 1986-11 octombrie 1989 a fost Ambasador extraordinar și plenipotențiar al URSS în Republica Democrată Madagascar. În anii 1997-2011 a fost Președinte al Consiliului de război și veterani ai muncii al Ministerului de Externe rus.

## Distincții
- Ordinul Steagului Roșu al Muncii
- Ordinul Lenin
- Ordinul Revoluției din octombrie
- Ordinul Prieteniei Popoarelor
- Ordinul de Onoare (2005)[2]
- „Cetățean de onoare al orașului Tiraspol” (2005)[3]
- Certificat de onoare al președintelui Federației Ruse (2010), pentru activități publice active în sprijinul social al veteranilor și educația patriotică a tinerilor[4]
- Lucrător onorific al Ministerului Afacerilor Externe al Federației Ruse